# 米羅·雅諾波魯斯
米羅·雅諾波魯斯（英語：Milo Yiannopoulos，/jəˈnɒpʊləs/;；1984年10月18日—），是一名極右派政治评论员，英國記者及辩论家。他曾是美國保守派網站布赖特巴特新闻网的編輯。他是出柜的同性戀。2016年，与多数同性恋不同，他公开支持保守主义，支持唐纳德·特朗普的反政治正確，强烈反对左派进步主义。劍橋大學英語文學肄業。
2016年有感黑人女演員萊絲莉·瓊斯一再飾演帶有黑人女性刻板印像（臃腫、粗魯、男子氣等）的角色，撰影評猛烈批評好萊塢的編劇和選角，雖然文章捍衛種族平等、女權主義，但由於同時順帶用「Dude」一字挖苦了萊絲莉·瓊斯的體型，萊絲莉憤而檢舉米羅的Twitter帳戶，米羅繼而被Twitter封殺。。
2017年一個保守組織the Reagan Battalion在推特流出一段影片，而影片中米羅發表了支持跟未成年(13歲)男童性交的言論，柏克萊大學的學生遊行抗議要求學校取消米羅的演講，之後演講被取消。
2019年三月十五日紐西蘭清真寺槍擊案發生後，數十個穆斯林在槍擊案中死亡，米羅在槍擊案發生後在社交媒體上發表伊斯蘭教是野蠻等言論，最後澳大利亞政府決定禁止米羅入境。
有報導指出米羅欠了兩百萬美元，但是2018年12月4日他本人在instagram上否認他欠了兩百萬美元，他說他欠了至少四百萬，並反問"你知道你有多成功才能欠這麼多錢嗎?"。